# Історія твого життя
«Історія твого життя» (англ. The Entire History of You) — третій епізод першого сезону телесеріалу «Чорне дзеркало». У головних ролях — Тобі Кеббелл та Джоді Віттакер. Сценарій написав творець Піп Шоу, Джессі Армстронг. Прем'єра відбулася на Channel 4 18 грудня 2011.
У 2013 Роберт Дауні-молодший купив права на потенційну екранізацію цього епізоду компаніями Warner Bros. та Team Downey.

## Сюжет
В альтернативній реальності більшість людей мають чип, імплантований за вухом, який записує усе, що людина робить, бачить або чує. Це дозволяє відтворювати спогади або безпосередньо перед очима, або на екрані.
Ліам Фоксвел (Тобі Кеббелл) — молодий юрист, який проходить співбесіду щодо роботи, але боїться, що провалив її. Залишивши співбесіду, він переглядає спогади і помічає нещирість у словах роботодавця. Він приїжджає на звану вечерю, організовану друзями його дружини, і бачить, як його дружина Фіона (Джоді Віттакер) розмовляє із чоловіком, якого він не впізнає. Фіона каже, що його звуть Джонас (Том Каллен). Деякі друзі Фіони питають, як пройшла співбесіда і просять переглянути спогади, аби висловити свою думку, проте Джонас втручається і рятує Ліама від конфузу.
За вечерею Джонас відверто розповідає про своє особисте життя. Зокрема, про те, як мастурбує на перегляд спогадів про своїх колишніх. Протягом вечері у Ліама з'являються підозри, що Фіона «дивно» дивиться на Джонаса. Ці підозри посилюються, коли вона сміється з несмішного жарту Джонаса. Одна жінка повідомляє, що близько року тому на неї напали і видалили її чип, тож тепер вона веде «безчипне» життя.
Коли Ліам та Фіона повертаються додому, з'ясовується, що Фіона та Джонас мали стосунки у минулому. Фіона розповідала Ліаму мимохідь про ці стосунки, запевнивши, що вони тривали близько тижня. Пізніше вона зізнається, що це було близько місяця, а зрештою повідомляє, що насправді вона зустрічалась із Джонасом пів року. Те, що Фіона не розповіла про це одразу, робить Ліама параноїдальним. Фіоні стає некомфортно від нав'язливих запитань Ліама, починається сварка. Ліам вибачається, вони кохаються, але кожен із них у цей час переглядає спогади про їхній попередній, більш пристрасний секс. По завершенню Ліам спускається вниз та всю ніч переглядає зізнання Джонаса на вечірці. Зранку між ним і Фіоною знову відбувається сварка щодо її сміху над жартом Джонаса. Фіона йде назад у ліжко, а Ліам напивається та завалюється у будинок Джонаса, де зав'язує бійку і змушує Джонаса видалити усі спогади про Фіону. Джонас так і робить, Ліам їде геть та розбиває машину об дерево.
Коли він приходить до тями, то з жахом відтворює останні спогади. Виявляється, коли Джонас видаляв спогади, спроєктувавши їх на екран, Ліам встиг помітити, що там був файл, який доводить, що Джонас був у їхній спальні півтора року тому — приблизно у той самий час, коли була зачата їхня донька. Фіона зізнається у зраді та каже, що це було в той час, коли він пішов з дому після сварки, але наполягає, що змусила Джонаса використати презерватив і що Ліам — батько дитини. Ліам наполягає, аби Фіона відтворила той спогад. На ньому видно, що презервативами Джонас не користувався.
У завершальних сценах Ліам безцільно вештається своїм порожнім будинком та відтворює щасливі спогади з Фіоною та «його» донькою. Він іде до ванної та лезом вирізає свій чип з-за вуха. Екран різко чорніє.

## Відгуки
Сайт The A.V. Club оцінив епізод на 5-, зауваживши, що «хоча епізод розповідає історію, таку ж древню, як сам час, „Історія твого життя“ просто дивовижна. Розв'язку історії глядач може передбачити (Ліам змушує Фіону показати її останній зв'язок із Джонасом), але нам завбачливо не показують цього. Щоразу як персонаж відтворює спогади за допомогою чипу, його очі стають тьмяними і надають демонічного вигляду. Я переконаний, що це було зроблено навмисно». DenOfGeek написав «Як це часто буває із науковою фантастикою, „Історія твого життя“ досліджує пастку, у яку можуть заманити технології майбутнього. Враховуючи наше нинішнє прагнення ділитися ретельно відібраними епізодами власного життя в інтернеті, ідея, що в майбутньому люди зможуть просто записувати спогади, виглядає не такою й божевільною, а спосіб, у який це показано в епізоді, — переконливий і надзвичайно моторошний.» The Telegraph оцінив епізод на 3/5, написавши, що «Це була найменш атмосферна драма Чорного дзеркала, оскільки технологічний елемент не був основою розвитку сюжету. Ревниві люди завжди знайдуть можливість зруйнувати свої стосунки, навіть без бази даних спогадів.» Видання Metro оцінило епізод на «A», зазначивши, що «Сьогоднішній епізод „Чорного дзеркала“ змусив мене сидіти перед монітором, допоки не закінчились титри, з виразом обличчя людини, яка щойно стала свідком убивства цілого виплодку кошенят.»